# Бобылёв, Федот Федотович
Федот Федотович Бобылёв (1819 — после 1866) — поэт, редактор газеты.
Сын московского купца. Обучался в московской гимназии и будучи учеником первого класса написал стихотворение «Дух Россов», которое было им прочитано на торжественном собрании гимназии 15 ноября 1829 года (в сб.: «Речи и стихи, произнесённые в торжественном собрании Московской губернской гимназии…» М., 1829).
В 1836 году в «Московском наблюдателе» напечатал стихотворение «Сочувствие» («Немного светлых вдохновений»).
В 1839 году под явным влиянием Н. В. Кукольника написал белыми стихами пространную драму в 5 частях «Асканио Риччи» (М., 1845). Сюжет о любви двух братьев-художников к дочери учителя автор совмещает со спорами о назначении искусства, прокламируя: «Поэзия — душа искусства. В ней является высокая борьба земного человека с недосягаемой идеей Бога».
В 1847 году Федот Федотович переехал на Кавказ и с 1857 по 1863 был главным редактором газеты «Кавказ» (Кавказъ), которую сделал одним из лучших органов провинциальной прессы. В 1858 году издал брошюру «Сближение Средней Азии с Европой» 
В 1866 году опубликовано патриотическое стихотворение «Русская дума» («Посвящается сердцу России: Москве») об Александре II.